# Roberto di Oderisio
Roberto di Oderisio ou Roberto d'Odorisio (Naples, v. 1320 – ap. 1382) est un peintre italien  qui fut actif au Trecento.

## Biographie
Roberto di Oderisio a été influencé par Giotto di Bondone lors de son passage à Naples (1328 à 1333), où il a peint de nombreuses peintures, et surtout par Maso di Banco. On lui attribue comme peintures de jeunesse les fresques du Mariage de la Vierge et de la Nativité dans la chapelle  Barresi de l'église San Lorenzo Maggiore à Naples, dans lesquelles on retrouve une similitude avec les compositions de Giotto. À ces fresques peuvent s'ajouter la Crucifixion d'Eboli (au musée de Salerne) qui constitue son unique œuvre signée ainsi que la Madone Mater Omnium de l'église san Domenico Maggiore à Naples.
Vers 1345, il réalisa un premier cycle de fresques dans l'église Santa Maria dell'Incoronata relatant des histoires bibliques, tout en travaillant au tombeau du Roi Robert mort en 1343.
Dans les années 1348 à 1350, le royaume napolitain est ravagé par la peste noire et par les invasions des troupes hongroises de Louis le Grand. Au retour de la reine Jeanne qui avait fui auprès du pape en Avignon, après 1352, il réalise un second cycle de fresques à Santa Maria dell'Incoronata, représentant les Sacrements.
Roberto di Oderisio apparaît encore actif en 1382, quand il fut accueilli comme familiare de Charles III de Durazzo, roi de Naples.

## Œuvres
- Crucifixion, église san Francesco, Eboli (maintenant au Duomo de Salerne).
- Crucifixion v. 1335, Museo di Capodimonte[5].
- Premier cycle de fresques pour l'église Santa Maria Incoronata à Naples, vers 1345, représentant des histoires bibliques dont Moïse sauvé des eaux[3].
- Fresques de l'église Santa Maria Incoronata à Naples (autrefois attribuées à Giotto), aujourd'hui détachées et conservées à Santa Chiara.
- Mariage de la Vierge et la Nativité, fresques, chapelle  Barresi, San Lorenzo Maggiore, Naples.
- Madone Mater Omnium, fresque, église san Domenico Maggiore, Naples.
- Fresques, église santa Chiara, Nola.
- Fresque avec Sainte Catherine, Abbaye de La Sainte Trinité, Venosa (Basilicate).
- Saint Jean l'Évangéliste et sainte Marie-Madeleine, Metropolitan Museum of Art.

## Sources
- (it) Cet article est partiellement ou en totalité issu de l’article de Wikipédia en italien intitulé « Roberto d'Oderisio » (voir la liste des auteurs).